# تکتونیت

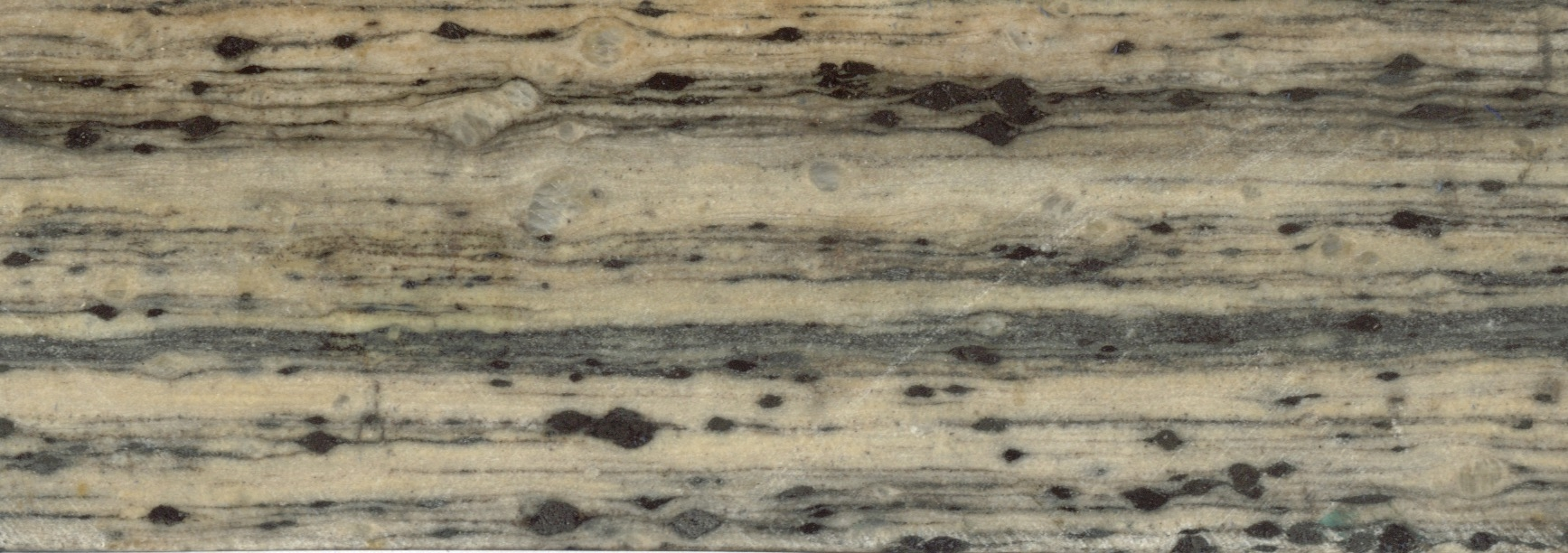
L-S تکتونیت مشاهده‌شده در صفحهٔ بافت S

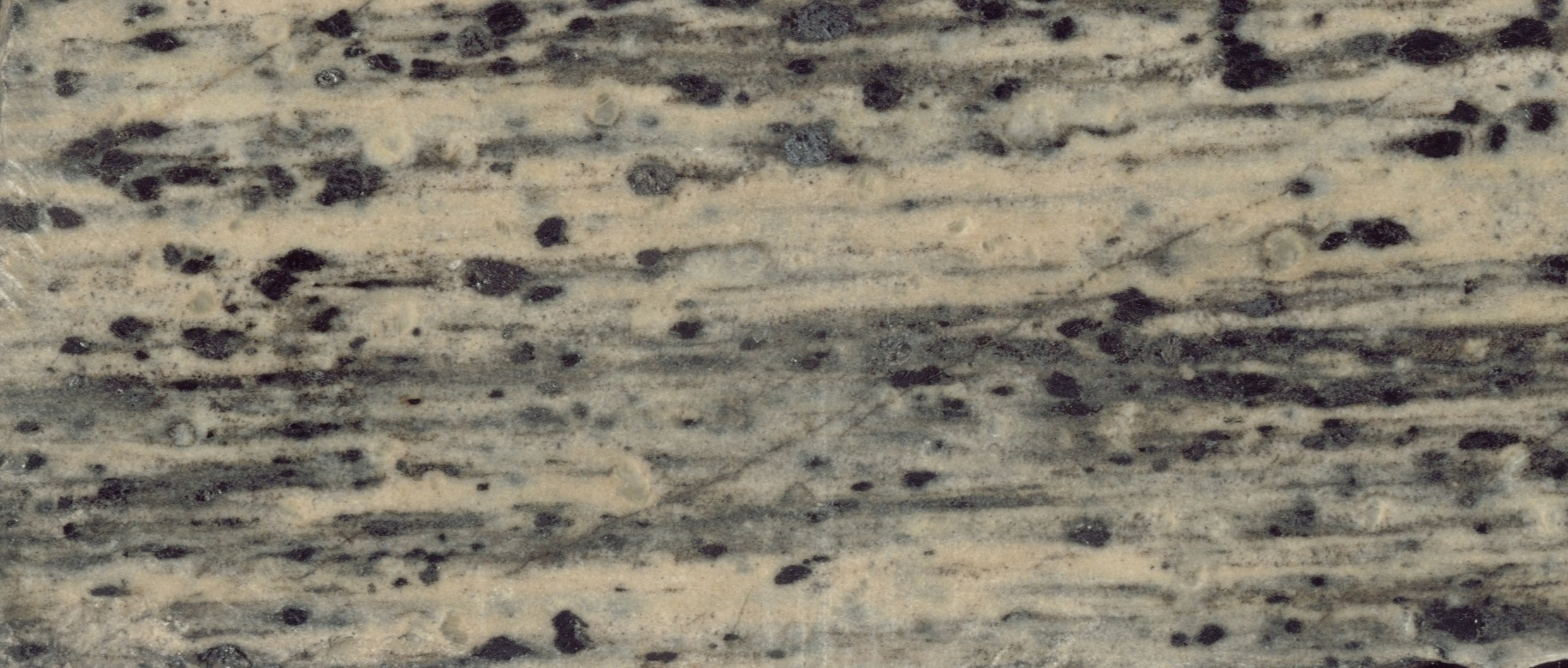
L-S تکتونیت مشاهده‌شده عمود بر صفحهٔ بافت S

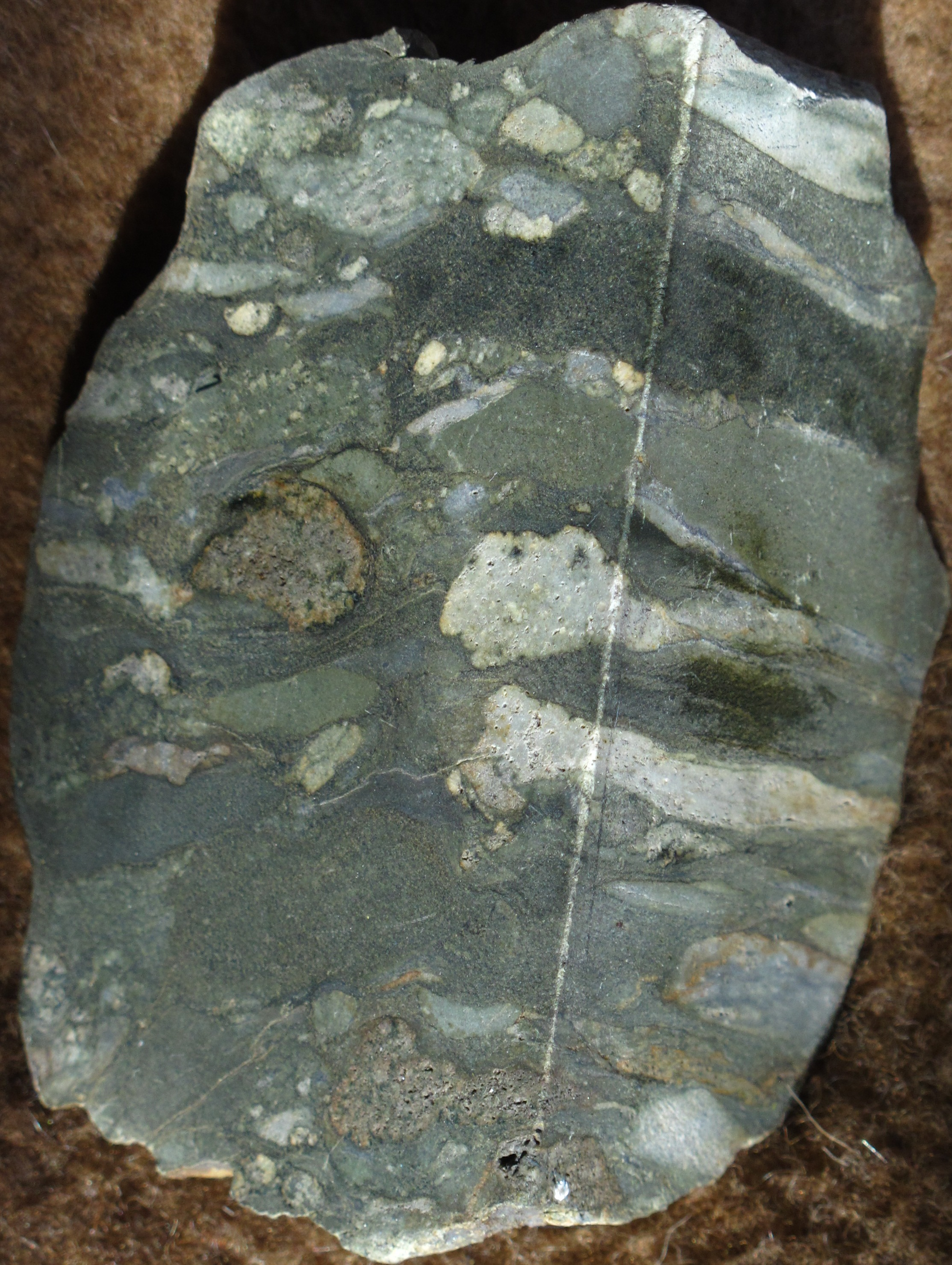
یک جوش‌سنگ دگرشکل‌شده که در یک صفحه بدون کرنش (چپ) و در صفحهٔ دیگر دارای کشیدگی شدید (راست) است – یک L-تکتونیت

تکتونیت (انگلیسی: Tectonite) به سنگ‌های دگرگونی یا سنگ‌هایی گفته می‌شود که بر اثر نیروهای زمین‌ساختی دچار تغییر شکل شده‌اند و بافت آن‌ها نشان‌دهندهٔ تاریخچهٔ تغییر شکل آن‌ها است. همچنین، به سنگ‌هایی گفته می‌شود که دارای بافتاری‌ هستند که ویژگی‌های هندسی هماهنگ و پیوسته‌ای را نمایش می‌دهد که نشان‌دهندهٔ جریان پیوستهٔ جامد (نرم و شکل‌پذیر) در زمان شکل‌گیری آن‌ها است.
برگ‌وارگی صفحه‌ای در این سنگ‌ها از چیدمان موازی کانی‌هایی با شکل ورقه‌ای، مانند کانی‌های سیلیکات و گرافیت، ناشی می‌شود. بلورهای منشوری باریک مانند آمفیبول باعث ایجاد یک خطوارگی می‌شوند که در آن، این منشورها یا بلورهای ستونی در یک راستا قرار می‌گیرند.
تکتونیت‌ها شامل سنگ‌هایی هستند که کانی‌های آن‌ها تحت تأثیر نیروهای طبیعی زمین قرار گرفته و جهت‌گیری آن‌ها تغییر کرده است. این پدیده معمولاً شامل تبلور مجدد کانی‌ها و شکل‌گیری برگ‌وارگی می‌شود. بررسی تکتونیت‌ها از طریق تحلیل ساختاری انجام می‌شود که امکان تعیین دو موضوع را فراهم می‌کند:
جهت برش و تنش‌های فشاری در طول دگرگونی دینامیکی مراحل نهایی یا دیرهنگام دگرگونی
با توجه به ماهیت جهت‌گیری کانی‌ها، تکتونیت‌ها به سه گروه اصلی تقسیم می‌شوند:
L-تکتونیت‌ها، S-تکتونیت‌ها و L-S تکتونیت‌ها. این انواع مختلف، شیوه‌های گوناگون تغییر شکل مواد را منعکس می‌کنند.

## رده‌بندی
S-تکتونیت‌ها (برگرفته از واژهٔ آلمانی Schiefer (شیفر) به معنی شیست) دارای یک بافتار غالب صفحه‌ای هستند و ممکن است نشان‌دهندهٔ کرنش از نوع تخت‌شدگی باشند. این پدیده ممکن است به دلیل نبود کانی‌هایی باشد که قادر به ایجاد خطوارگی هستند، مانند سنگ میلونیت.
L-تکتونیت‌ها دارای یک بافت خطی غالب هستند و معمولاً نشان‌دهندهٔ کرنش از نوع انقباضی هستند. این نوع بافت ممکن است ناشی از نبود فازهای ورقه‌ای باشد.
L-S تکتونیت‌ها دارای عناصر بافتی خطی و صفحه‌ای به‌طور برابر توسعه‌یافته هستند و ممکن است نشان‌دهندهٔ تغییر شکل کرنش صفحه‌ای باشند. بسیاری از میلونیت‌ها L-S تکتونیت محسوب می‌شوند که با برش ساده سازگار است.